# Euristhmus nudiceps
Euristhmus nudiceps är en fiskart som först beskrevs av Günther, 1880.  Euristhmus nudiceps ingår i släktet Euristhmus och familjen Plotosidae. Inga underarter finns listade i Catalogue of Life.